# Cresta subtropical

Un diagrama que muestra las posiciones relativas de las calmas subtropicales. Al norte está la calma de Cáncer y al sur la calma de Capricornio. Ambas de encuentran en la divergencia que está entre la célula de Hadley y la de Ferrel.

La cresta subtropical, en ocasiones llamada alta subtropical, calma subtropical o latitudes del caballo, es un cinturón de alta presión de ancho considerable situado alrededor de las latitudes 30°N en el hemisferio norte y 30°S en el hemisferio sur. Se caracteriza por sus vientos relativamente calmos y la corriente descendente de grandes masas de aire que provienen de las altas capas de la atmósfera. Este aire, al provenir de una región alejada de los océanos, es extremadamente seco y por lo tanto constituye la principal causa del clima subtropical que es típicamente árido; y está muy relacionado con la existencia de los grandes desiertos presentes en los subtrópicos. Es una zona de divergencia, pues el aire fluye desde su centro hacia las latitudes superiores e inferiores de cada hemisferio, creando tanto los vientos alisios como los vientos del oeste. Se mueve hacia cada polo durante el verano, alcanzando su mayor latitud septentrional a principios del otoño, antes de trasladarse hacia el ecuador en la estación fría. 

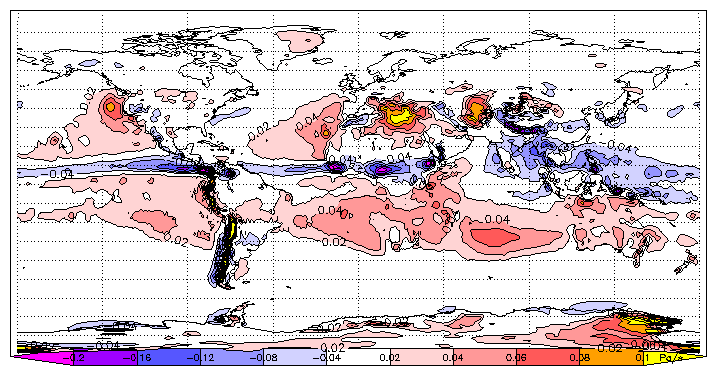
Mapa que muestra en rojo y amarillo las zonas de corrientes de aire descendentes durante el verano boreal, ilustrando así en forma efectiva las crestas subtropicales del norte y del sur durante esta temporada.

El calor de la radiación solar en el ecuador pone en movimiento grandes cantidades de masas de aire hacia arriba por convección a lo largo de la vaguada del monzón o zona de convergencia intertropical. La divergencia sobre la vaguada ecuatorial lleva a que el aire se levante y se mueva lejos del ecuador. Conforme se mueve hacia las latitudes medias a través de los vientos contraalisios, el aire se refresca y desciende, lo que lleva a la subsidencia cerca del paralelo 30 de ambos hemisferios. Esta circulación se conoce como la célula de Hadley y lleva a la formación de la cresta subtropical. La mayoría de los desiertos del mundo son producto de estas zonas de alta presión climatológica.
La anomalía climática ENSO puede desplazar la cresta subtropical, que con La Niña permite un eje más septentrional para la cresta, mientras que con El Niño muestra crestas más meridionales y planas. El cambio de la posición de la cresta durante los ciclos ENSO cambia las rutas de ciclones tropicales que se forman alrededor de sus periferias meridional y occidental. Conforme la cresta subtropical varía de posición y fuerza, puede fortalecer o deprimir el régimen del monzón alrededor de su periferia meridional.

## Latitudes del caballo
Latitudes del caballo es una denominación de siglos pasados que a alude a las latitudes cercanas a los trópicos donde los vientos son suaves, por lo que entorpecen la navegación a vela. No se conoce con certeza su procedencia, aunque según la etimología popular puede provenir de la época en que los españoles traían sus caballos a América y las zonas de vientos calmos prolongaban severamente el viaje, así pues, ante el racionamiento de comida y agua (ya que no llueve en estas latitudes) se veían obligados a sacrificar algún caballo.

### Curiosidades
Una canción del grupo The Doors se titula Horse Latitudes y presenta efectos de sonido creados a través de botellas de golpear, un bote de basura y otros efectos de percusión, canción que tiene la influencia de la educación naval de Jim Morrison.